# Patrick Zoundi
Patrick Zoundi (Ouagadougou, 19 de julho de 1982) é um ex-futebolista profissional burquinense que atuava como atacante.

## Carreira
Patrick Zoundi integrou a Seleção Burquinense de Futebol no Campeonato Africano das Nações de 2010.